# أوكسي ثلاثي كلوريد الفاناديوم
أوكسي ثلاثي كلوريد الفاناديوم هو مركب كيميائي لاعضوي صيغته VOCl3، ويوجد على هيئة سائل أصفر برتقالي.

## التحضير
يحضر المركب من تفاعل كلورة مركب أكسيد الفاناديوم الخماسي، ويمكن تحقيق ذلك بعدة وسائل، كما هو موضح في التفاعلات التالية:
{\displaystyle \mathrm {6\ Cl_{2}+2\ V_{2}O_{5}\longrightarrow 4\ VOCl_{3}+3\ O_{2}} }
{\displaystyle \mathrm {3\ SOCl_{2}+V_{2}O_{5}\longrightarrow 2\ VOCl_{3}+3\ SO_{2}} }
{\displaystyle \mathrm {6\ Cl_{2}+2\ V_{2}O_{3}\longrightarrow 4\ VOCl_{3}+O_{2}} }
{\displaystyle {\ce {V2O5 + 2 AlCl3 -> 2 VOCl3 + Al2O3}}}

## الخواص
يوجد المركب في الشروط القياسية على هيئة سائل أصفر برتقالي، وهو يتفكك عند التماس مع الماء وفق تفاعل حلمهة. يشبه المركب في بنيته مركب كلوريد الفوسفوريل POCl3،  وهو مؤكسد قوي ومن أحماض لويس، وهو نشيط كيميائياً ويدخل في تفاعلات عدم تناسب بسهولة:
{\displaystyle \mathrm {V_{2}O_{5}+3\ VCl_{3}+VOCl_{3}\longrightarrow 6\ VOCl_{2}} }
{\displaystyle \mathrm {VOCl_{3}+Cl_{2}O\longrightarrow VO_{2}Cl+2\ Cl_{2}} }

## الاستخدامات
للمركب عدد من التطبيقات، منها استخدامه في مجال البحث العلمي لضبط الانزياح الكيميائي في مطيافية الرنين المغناطيسي النووي الخاصة بالفاناديوم 51V NMR.